# Amminoacidi ramificati
Gli amminoacidi ramificati (conosciuti anche come amminoacidi a catena ramificata o BCAA nella letteratura scientifica in lingua inglese, acronimo di branched-chain amino acid) sono un gruppo di tre dei nove amminoacidi essenziali rappresentati da leucina, isoleucina e valina.

## Descrizione
Sono chiamati a Catena ramificata perché la loro struttura forma delle ramificazioni, e rappresentano circa il 35% degli amminoacidi essenziali nelle proteine muscolari ed il 40% degli amminoacidi richiesti dai mammiferi. Essendo tra i nove amminoacidi essenziali, l'organismo non è in grado di sintetizzarli, nel senso che devono essere assunti attraverso alimenti proteici come carne, pesce e uova, o integratori specifici. La combinazione di questi tre amminoacidi essenziali rappresenta circa un terzo del muscolo scheletrico nel corpo umano in forma di proteine, anche se i BCAA sono presenti nel muscolo scheletrico in forma libera (non proteica) in quantità marginali.
Diversamente da molti altri amminoacidi, i BCAA sono metabolizzati solo nel muscolo scheletrico, poiché l'enzima BCAA ammino-transferasi non è presente nel fegato dove invece sono convertiti molti altri amminoacidi. L'enzima limitante del metabolismo dei BCAA è l'alfa-chetoacido deidrogenasi a catena ramificata che si trova anche nel muscolo ed è effettivamente attivato dall'esercizio fisico o dal digiuno. La carenza di questo enzima è determinata da una rara malattia genetica (MSUD), che genera un aumento dei livelli di BCAA nel sangue con un rapido deterioramento delle funzioni cerebrali: la terapia consiste nella riduzione complessiva dei BCAA introdotti giornalmente, tiamina, riduzione del catabolismo muscolare e promozione dell'anabolismo con l'assunzione dei BCAA insieme a carboidrati ad alto indice glicemico, tali da creare un picco glicemico e di insulina nel sangue.

Leucina
Isoleucina
Valina

I BCAA sono utilizzati in varie combinazioni e quantità, tra questi, la leucina è il più prontamente ossidato ed è quindi più efficace nello stimolare la secrezione di insulina da parte del pancreas. Questo abbassa i livelli glicemici e favorisce la produzione dell'ormone della crescita. Sia durante un lavoro muscolare intenso e protratto sia durante la prima fase del recupero, scendono la concentrazione di glucosio e di insulina nel sangue e aumentano le catecolammine, per cui nel muscolo e nel fegato la sintesi proteica è rallentata e la degradazione delle proteine viene accelerata. Se durante l'attività fisica è pure bloccata la secrezione di nuova insulina (per cui i BCAA esercitano un mero apporto proteico, senza stimolazione), un picco insulinico unìto ad un picco glicemico (con l'associazione di carboidrati ad alto IG ai BCAA, che come detto da soli non apportano zuccheri, ed eventualmente a alimenti ricchi di triptofano) nella prima fase di recupero serve in primo luogo a ripristinare i valori normali di glicemia e insulina precedenti l'attività fisica.
In secondo luogo, l'insulina fa captare ai tessuti dal sangue anche i 5 amminoacidi (leucina, isoleucina, valina, tirosina e phenilalanina) che hanno in comune col triptofano lo stesso carrier per attraversare la barriera emato-encefalica e arrivare al cervello. In questo modo, tutto il triptofano riesce a passare la barriera.
Oltre all'insulina, è opportuno considerare l'effetto del glucagone, ormoni secreti entrambi dalle isole di Langerhans del pancreas (da cellule diverse, ma non sono secreti mai contemporaneamente). Digiuno, valori stabili di insulina nel sangue (calma insulinemica), e attività fisica stimolano la sintesi di glucagone. Il glucagone determina l'uso preferenziale di grassi e proteine per fornire energia al posto del glucosio, e la rottura dei legami della molecola di glicogeno in glucosio. L'assunzione di carboidrati ad alto IG durante l'attività fisica (anche se la secrezione di insulina è bloccata), determina lo sbalzo glicemico e la fine della produzione di glucagone: se non si è iniziata l'attività fisica da digiuni (per cui il livello di glucagone era già al massimo), viene perso l'effetto bruciagrassi di questo ormone, fatto più rilevante nelle attività aerobiche che sono rivolte principalmente alla diminuzione di massa grassa piuttosto che alla costruzione di massa magra.
Sono insulinogenici, gli unici a non essere nel tempo stesso glucagonogenici. Isoleucina e leucina sono chetogenici, leucina è pure non glucogenetica.
In medicina gli amminoacidi ramificati vengono utilizzati per aiutare il recupero delle vittime di ustioni. Essi sono inoltre utilizzati nel trattamento di alcuni casi di encefalopatia epatica. Un altro utilizzo frequente degli amminoacido ramificati è nell'integrazione nel culturismo.

## Proprietà

### Funzione mentale e reattività
Il tempo di reazione, una qualità che praticamente non può essere allenata, ha dimostrato di migliorare se presentano elevati livelli ematici di BCAA. Uno studio recente (Jakobsen et al., 2011) ha scoperto che una dieta ricca di proteine migliora la funzione mentale e il tempo di reazione. I partecipanti dello studio che consumavano una dieta ad alto contenuto di proteine (3 grammi per kg di peso corporeo di proteine al giorno) hanno dato dei risultati significativamente migliori su test di fluidità verbale e presentavano un tempo di reazione più rapido rispetto ai partecipanti che assumevano solo 1,5 grammi di proteine per kg di peso corporeo al giorno. Alla fine del periodo di studio, il gruppo che consumava un alto apporto di proteine presentava livelli elevati di BCAA, che i ricercatori suggeriscono siano la causa di questi miglioramenti, perché i BCAA hanno dimostrato di ridurre la fatica e aumentare la funzione cerebrale dopo allenamento pesante, evidenziando la loro importanza nella nutrizione post-allenamento.
In caso di una non adeguata metabolizzazione nei tessuti muscolari, quando i livelli plasmatici di BCAA e dei loro chetoacidi crescono significativamente oltre i livelli di norma si verifica un deterioramento delle funzioni cerebrali.

### Umore e depressione
L'assunzione di BCAA può rivelarsi particolarmente importante per il cervello con l'avanzare dell'età. I ricercatori suggeriscono che per gli individui più anziani che non riescono ad assumere abbastanza proteine di alta qualità, la supplementazione di BCAA è essenziale. Un'integrazione con BCAA migliora la produzione di neurotrasmettitori, aumentando la funzione cognitiva. I BCAA hanno dimostrato di giocare un ruolo nella sintesi di neurotrasmettitori glutammato e GABA, che contribuiscono a produrre energia quando se ne ha bisogno, oppure la calma quando è richiesta.
Inoltre, assumere 10 grammi di amminoacidi essenziali, tra cui BCAA, ha dimostrato di migliorare i sintomi depressivi e le prestazioni fisiche complessive nei soggetti anziani. I BCAA probabilmente aumentano la sintesi della serotonina cerebrale, migliorando l'umore e riducendo la depressione. Si crede che i BCAA inducano la sintesi di proteine e aumentino la sensibilità all'insulina. I ricercatori sottolineano l'importanza della leucina (il supplemento utilizzato conteneva 2,5 grammi), perché tra i tre BCAA è il più importante per la sintesi proteica.

### Salute del fegato
Un dato interessante riguardo alle proprietà dei BCAA è quella di favorire la rigenerazione del fegato dopo la rimozione di una sua parte. Questi possono anche proteggere il fegato dal cancro nei pazienti con cirrosi. Inoltre, i BCAA migliorarano la sensibilità all'insulina, e se il miglioramento della condizione insulinica viene combinato con gli effetti protettivi del fegato, i BCAA possono aiutare a prevenire l'aumento dell'accumulo di grasso nel fegato, prevenendo alcune malattie.
È controverso il ruolo dei BCAA quando è già presente un tumore o una malattia che, in modo simile al cancro, comporta la perdita di massa magra, con l'inizio della proteolisi e l'inibizione della proteosintesi. Le cellule tumorali si nutrono di amminoacidi e in questo competono con la crescita di massa magra, ragione per cui un filone di ricerca studia proprio la privazione di BCAA come strada per bloccare la crescita e diffusione del tumore.
Lo stesso fenomeno di rottura del tessuto muscolare che contiene BCAA, e al loro rilascio nel sangue, ha portato a concludere che l'aumento della concentrazione di BCAA nel sangue può essere considerato come uno dei pochi marcatori noti per la diagnosi tumore al pancreas. Oltre ad essere un marcatore, si è visto che lo stesso fenomeno di erosione di massa magra e rilascio di BCAA nel sangue avviene in alcuni casi anche nella fase iniziale di cancro al pancreas (cacchessia neoplastica al muscolo).
Nei malati di cancro al pancreas affetti da perdita di massa muscolare, un diffuso protocollo di cura prevede proprio la supplementazione con BCAA, in particolare con lisina, che in altri studi si è rivelata però causa di crescita del tumore al pancreas nei topi.
Normalmente il tempo di assimilazione dei BCAA dal sangue ai muscoli è rapido perché questi amminoacidi non transitano per il fegato, ragion per cui sono fattori non positivi la permanenza di alte concentrazioni nel sangue, unita a perdita di massa magra e a sintomi come un maggiore appetito (le cellule tumorali si nutrono di BCAA).

### Sensibilità insulinica e diabete
Una delle principali vie mediante il quale i BCAA prevengono l'invecchiamento e favoriscono il miglioramento della composizione corporea, è la loro azione sul miglioramento della sensibilità all'insulina e della tolleranza al glucosio. Alti livelli di insulina accelerano l'invecchiamento danneggiando nervi e cellule, rendendo indispensabile il controllo di questo ormone. La secrezione di insulina tuttavia è facile da controllare, ed è possibile sfruttare il supporto dei BCAA per questo scopo. I ricercatori stanno usando i BCAA come trattamento per il diabete e ci sono numerosi dati che dimostrano la perdita di peso.
Uno studio recente (Shah et al., 2012) ha rivelato che, tra gli individui che partecipavano ad un programma di perdita di peso, coloro che hanno perso più peso presentavano più alti livelli di BCAA. C'era una correlazione più forte tra miglioramenti nella sensibilità all'insulina e i livelli di BCAA rispetto alla perdita di peso, indicando che la salute generale e metabolismo dei soggetti era migliorata.
Errata: lo studio NON ha rilevato che chi ha perso più peso presentavano più alti livelli di BCAA, ma che quelli che hanno avuto un miglioramento della sensibilità insulinica avevano un livello sanguigno di BCAA più elevato. Lo studio ha anche rilevato che aumentando l'apporto di BCAA non aumentava i livelli sanguigni in maniera rilevante (bassa correlazione), e che il miglioramento della sensibilità insulinica non dipendeva da quanto peso sia stato perso. Lo studio infine propone che conoscere i livelli di BCAA ed altri metaboliti sarebbe utile per trovare strategie individuali per la dieta dei pazienti.
Un altro studio (Vernard et al., 2011) ha trovato che nei ratti a cui sono stati somministrati BCAA in combinazione con una soluzione di glucosio, era migliorata tolleranza al glucosio rispetto al gruppo placebo. La tolleranza al glucosio significa che, una volta che i ratti ingerivano una grande quantità di glucosio, la glicemia si elevava e l'insulina veniva secreta, il loro corpo riusciva ad elaborare il glucosio per produrre energia in modo più efficace rispetto ai ratti che assumevano placebo, i quali sono risultati meno tolleranti al glucosio.

### Sistema immunitario
In una review scientifica scritta da Negro et al. (2008), è emerso che la supplementazione di BCAA recupera "le cellule mononucleate del sangue periferico (PBMC)" dopo un esercizio intenso a lunga distanza. I PBMC sono cellule del sangue, compresi i globuli bianchi del sangue, che svolgono un ruolo fondamentale nel sistema immunitario per combattere le infezioni e agenti invasori. La supplementazione di BCAA aiuta anche nella produzione di citochine, molecole proteiche coinvolte anche nella funzione immunitaria. Secondo questi risultati, è possibile considerare i BCAA come integratore utile per il supporto immunitario per l'esercizio fisico e gli eventi sportivi.

### Salute e durata della vita
Dati recenti indicano che i BCAA hanno un effetto anti-età e aumentano la formazione di nuovi mitocondri, che possono aumentare la produzione di energia. La somministrazione di un supplemento BCAA ai ratti ha portato ad allungarne la vita e a supportare la salute cardiaca.
Ci sarebbero altri modi indiretti grazie ai quali la supplementazione di BCAA potrebbe prolungare la vita. Come accennato in precedenza, i BCAA promuovono la salute del fegato, e ci sono prove che le persone con malattie croniche del fegato possono migliorare la sensibilità all'insulina con l'integrazione di BCAA.

## BCAA nello sport
Diversamente da molti altri amminoacidi, i BCAA sono metabolizzati solo nel muscolo scheletrico, poiché l'enzima BCAA amino-transferasi non è presente nel fegato, sito in cui sono presenti gli enzimi di tutti gli altri amminoacidi in concentrazioni massime, e fino al 58% di tutti gli amminoacidi ingeriti (tranne i BCAA) può essere ossidato nel fegato al primo passaggio. Il muscolo scheletrico riesce a ossidare solo 6 amminoacidi durante l'attività fisica: oltre agli amminoacidi ramificati, l'asparagina, l'aspartato e il glutammato.
Il metabolismo di tutti gli amminoacidi, sia BCAA che a catena non ramificata, avviene durante una reazione che porta alla formazione di urea (la transaminazione che è il passaggio del gruppo amminico NH2 da un amminoacido all'altro). Maggiore esercizio fisico e metabolismo degli amminoacidi (soprattutto supplemento di BCAA), maggiore formazione di urea. L'ornitina è un amminoacido importante per il ciclo dell'urea e in particolare per l'espulsione degli eccessi di azoto nelle urine. La somministrazione degli amminoacidi a catena ramificata presenta in linea di principio un potenziale di maggiore efficacia, se questi vengono somministrati in forma di sali di Ornitina.
I BCAA sono largamente utilizzati in ambito sportivo per le loro proprietà peculiari, in quanto sono usati soltanto per la sintesi di tessuto proteico, ma non per la sintesi di altre molecole biologicamente attive come gli ormoni. Infatti, le miscele di amminoacidi prive di BCAA risultano inefficaci per la stimolazione della sintesi proteica. Poiché solitamente i BCAA possono rappresentare fino al 50% degli amminoacidi essenziali presenti nella maggior parte delle fonti alimentari proteiche, le deficienze non si verificano nei soggetti che consumano abbastanza proteine. Gli amminoacidi ramificati presenti nei cibi proteici, ed in particolare la leucina, stimolano la sintesi proteica muscolare (MPS) tramite dei segnali che coinvolgono l'mTOR (bersaglio della rapamicina nei mammiferi) in maniera dose-risposta.
Comunque l'esercizio fisico promuove un incremento dell'ossidazione (dell'impiego energetico) di BCAA. Questo aumento della degradazione di BCAA favorisce il mantenimento dell'omeostasi energetica, fornendo carbonio come diretta fonte energetica, e dell'omeostasi glicemica, fornendo substrati per il ciclo di Krebs (o dell'acido citrico) e per la gluconeogenesi (ciclo glucosio-alanina). In realtà, i livelli di BCAA non sono diminuiti poiché la proteolisi (catabolismo proteico) del muscolo scheletrico e la risintesi di BCAA dai chetoacidi a catena ramificata (BCKA) nel fegato aumentano i livelli di BCAA. Ciò non significa che i livelli di BCAA si riducano, ma che vengono mantenuti elevati ricavandoli dal catabolismo o degradazione delle proteine che compongono il muscolo scheletrico, risintetizzando i BCAA.
Dato che l'esaurimento del glicogeno è noto per attivare l'enzima coinvolto nell'ossidazione dei BCAA nel muscolo, sembra plausibile che l'esaurimento del glicogeno osservato con l'allenamento fisico possa incrementare l'ossidazione dei BCAA. Garantire le riserve ottimali di glicogeno muscolare e fornire glucosio durante l'allenamento (come attraverso l'assunzione di una bevanda di carboidrati) dovrebbe impedire l'ossidazione dei BCAA durante l'attività fisica. L'assunzione di BCAA durante l'esercizio di endurance aerobica determina un loro impiego da parte del muscolo scheletrico in attività aumentando i livelli di glutammina e alanina. Inoltre, l'assunzione di BCAA durante l'esercizio di endurance può prevenire la degradazione del muscolo scheletrico (proteolisi muscolare) per fornire amminoacidi.
Secondo Carwyn Sharp, PhD, CSCS, professore della fisiologia dell'esercizio al College of Charleston (South Carolina): "I BCAA non sono necessari solo come componenti strutturali delle proteine per la crescita e la riparazione. Hanno molteplici proprietà che migliorano questi processi di crescita ben al di là dei normali amminoacidi".

### Sintesi proteica muscolare (MPS)
La supplementazione di BCAA durante e dopo l'esercizio coi pesi ha dimostrato di aumentare alcuni segnali cellulari (p70(S6k)) coinvolti nella crescita muscolare (Karlsson et al., 2004). Uno studio recente (Walker et al., 2011) ha rivelato che la supplementazione di BCAA può contribuire a creare un ambiente anabolico. L'assunzione di BCAA arricchiti con leucina (cioè BCAA con il 40% di leucina) hanno dimostrato di elevare e prolungare la sintesi proteica dopo l'allenamento coi pesi. Sono state rilevate delle risposte dose-dipendenti all'integratore.
Sembra che la supplementazione di BCAA risulti un'esaltazione della sintesi proteica, perché aumentano la disponibilità intracellulare di amminoacidi e attivano il segnale mTORC1, essenziale per l'anabolismo muscolare. L'invecchiamento è associato ad una ridotta capacità di attivare il segnale mTORC1 e quindi la sintesi proteica. Nei soggetti anziani, questa via non si attiva nella stessa misura rispetto ai soggetti giovani dopo l'allenamento a meno che non vengano assunti amminoacidi essenziali arricchiti con leucina.
Un altro potenziale vantaggio dato dai BCAA secondo alcune ricerche è quello di minimizzare la perdita di massa muscolare e l'accumulo di grasso durante un periodo di astensione dall'esercizio fisico. Uno studio (Bajotto et al., 2011) ha rilevato che la somministrazione di BCAA a dei ratti a cui vennero immobilizzati gli arti posteriori per sei giorni, aveva contribuito a preservare la sintesi delle proteine che regola la crescita cellulare. I BCAA non hanno prevenuto completamente la degradazione delle proteine e l'atrofia muscolare degli arti posteriori dei ratti, ma hanno contribuito a preservare il muscolo in misura maggiore del placebo. I ratti che assumevano BCAA presentavano anche inferiori livelli di grasso corporeo dopo l'immobilizzazione.
Sharp et al. (2010) hanno valutato se la supplementazione di BCAA a breve termine sia in grado di mantenere un profilo anabolico ormonale e una riduzione del danno muscolare in un periodo di allenamento coi pesi intenso, rafforzando in tal modo il recupero e riducendo il rischio di infortuni e malattie. Otto atleti allenati con i pesi sono stati distribuiti in modo casuale in due gruppi, uno assumeva BCAA o l'altro un placebo. I soggetti hanno assunto il supplemento per tre settimane prima di iniziare il programma di allenamento, mentre la quarta settimana di supplementazione seguirono un programma coi pesi ad alta intensità che coinvolgeva tutto il corpo. I livelli sierici di testosterone erano significativamente più alti e i livelli di cortisolo e creatin-chinasi (un enzima muscolare che, se elevato, indica la disgregazione muscolare) erano significativamente più bassi nel gruppo di che assumeva BCAA durante e dopo l'allenamento. Questi risultati suggeriscono che la supplementazione di BCAA a breve termine può produrre un netto profilo ormonale anabolico, facilitando la crescita muscolare. Quindi l'integrazione di BCAA può contribuire a prevenire la perdita di massa muscolare, ma anche aiutare costruirla.

### Funzione energetica e proteolisi muscolare (MPB)
(Carwyn P Sharp, Ph.D.)
Durante un periodo di restrizione calorica, ai fini della perdita di grasso corporeo è necessario riuscire ad ottenere questo risultato preservando il muscolo scheletrico. Tuttavia la restrizione calorica porta ad un deficit energetico, e questo porta facilmente ad una degradazione delle proteine muscolari o catabolismo proteico muscolare (Muscle Protein Breakdown, MPB), perché gli enzimi catabolici scindono le proteine dei muscoli per ottenere i BCAA. Questo effetto auto-distruttivo consiste quindi nel degradare alcuni interi filamenti proteici per ricavarne solo una piccola frazione rappresentata dai tre amminoacidi a catena ramificata. Poiché l'assunzione calorica è riconosciuta come un modulatore del fabbisogno proteico, durante i regimi dietetici ipocalorici, la massa muscolare può essere effettivamente risparmiata aumentando semplicemente l'apporto proteico.
Inoltre, per prevenire il catabolismo muscolare e la conseguente ossidazione di BCAA muscolari durante l'esercizio è sufficiente garantire adeguate scorte di glicogeno muscolare e assumere una bevanda a base di carboidrati nel corso della sessione. Tuttavia, alcune strategie dietetiche che limitano particolarmente i carboidrati potrebbero suggerire l'assunzione di BCAA come supporto anticatabolico quando le scorte di glicogeno muscolare sono ridotte e quando si intende evitare l'assunzione di una bevanda glucidica durante l'esercizio. Secondo le conclusioni dei ricercatori dello studio precedentemente citato (Sharp et al., 2010), fornendo una dose di BCAA per provvedere alla richiesta energetica di BCAA in un regime ipocalorico, si può riuscire ad ottenere un'inibizione dei processi catabolici a carico del muscolo scheletrico.

### Composizione corporea e dimagrimento
La ricerca mostra che gli individui che assumono maggiori quantità di BCAA nella loro dieta presentano livelli più bassi di obesità, un peso corporeo inferiore, e una migliore composizione corporea. I ricercatori suggeriscono che la leucina sia in grado di aumentare il dispendio energetico e di migliorare la tolleranza al glucosio. Una recente review ha rivelato che i BCAA, la leucina ed in particolare, "sembrano avere particolari effetti di riduzione dell'obesità" perché riducono l'assunzione di cibo e il peso corporeo, aumentando il gene della segnalazione mTOR.
I vantaggi dei BCAA per un fisico magro sono confermate da un ampio studio su 4.429 soggetti in cui quelli con una maggiore quantità di BCAA nella loro dieta erano più magri e avevano probabilità significativamente minori di essere in sovrappeso rispetto a quelli che ne assumevano inferiori quantità. I ricercatori credono che la leucina sia l'antidoto per un corpo magro, anche se gli effetti sono riconosciuti con l'assunzione degli altri due amminoacidi.

### Rapporto testosterone/cortisolo favorevole
(Carwyn P Sharp, Ph.D.)
I BCAA ora dimostrano di ottimizzare i livelli di alcuni ormoni che portano alla crescita muscolare, riducendo al minimo quelli che provocano l'effetto inverso, cioè il catabolismo o la degradazione muscolare. Sembra che i BCAA siano in grado di minimizzare i livelli di cortisolo provocati dallo stress indotto dall'esercizio fisico. Questo può avere un effetto favorevole, perché il cortisolo è l'ormone responsabile della degradazione delle proteine muscolari, inibisce l'assorbimento degli amminoacidi, ed è in grado di indurre l'accumulo di grasso. Inferiori livelli di cortisolo si traducono in un migliore rapporto testosterone/cortisolo, potenzialmente risultando in un recupero più veloce e un maggiore sviluppo muscolare.
Uno studio di Carli et al. (1992) mostrò che la supplementazione di BCAA prima dell'esercizio aerobico continuato non solo preveniva il decremento dei livelli di testosterone nel post-allenamento, ma permettevano anche al testosterone di aumentare a seguito dello stesso.
Altri due studi in particolare evidenziano il ruolo favorevole dei BCAA nel ridurre la degradazione delle proteine muscolari. Sharp e Pearson (2010) riscontrarono che l'assunzione di BCAA in combinazione con il resistance training produce livelli di testosterone significativamente più elevati rispetto a un placebo. I partecipanti che assumevano BCAA presentavano anche una risposta più bassa del cortisolo. Ciò è significativo perché sia i guadagni di forza che una riduzione nella degradazione delle proteine muscolari sono più correlati con un migliore rapporto testosterone/cortisolo rispetto ai livelli di testosterone totale.
In un altro studio venne testato l'effetto di una bevanda a base di BCAA, arginina, e carboidrati (bevanda BCAA) sulla risposta ormonale e sullo stato psicologico dopo una sola sessione di esercizio intenso. Il testosterone è aumentato significativamente e il rapporto testosterone/cortisolo era molto più favorevole con la bevanda BCAA rispetto al placebo. Il testosterone era più alto a 120 minuti post-esercizio, indicando un effetto anabolico prolungato. Inoltre, venne valutata la condizione psicologica dei partecipanti dopo l'allenamento intenso. I partecipanti che avevano assunto la bevanda BCAA recuperarono molto più rapidamente rispetto al placebo, e solo questi rilevarono un minore affaticamento dopo 120 minuti dall'allenamento.

### Stimolazione del GH
I BCAA sono anche in grado di avere un'azione stimolatoria su un altro ormone anabolico, ovvero l'ormone della crescita (GH). De Palo et al. (2001) dimostrarono che l'assunzione cronica pre-esercizio di BCAA per 0.2 g/kg di peso sulla prestazione cardiovascolare (70% VO2max) riusciva a ridurre le concentrazioni di lattato post-esercizio, e ad aumentare i livelli di GH e della sua proteina trasportatrice (growth hormone binding protein).

### Minore fatica e maggiore resistenza
Alcuni ricercatori (Greer et al., 2011) compararono l'assunzione di BCAA con una bevanda a base di carboidrati 90 minuti prima di una prestazione ciclistica di resistenza al 55% del VO2max. L'integratore di BCAA ha significativamente ridotto il tasso di percezione dello sforzo percepito (Scala RPE) dei partecipanti durante l'esercizio in confronto al gruppo placebo, e il gruppo che assumeva un carico di carboidrati. Inoltre, la supplementazione di BCAA ha aumentato i livelli di amminoacidi nel sangue durante l'esercizio fisico, un fattore che può avere l'effetto di ridurre il danno muscolare. I ricercatori suggeriscono che i BCAA può essere aggiunto a un supplemento di carboidrati per contribuire a ridurre la percezione dello sforzo e consentire un allenamento più intenso.
Gualano et al. (2011) testarono l'effetto della somministrazione di BCAA per 300 mg/kg di peso corporeo al giorno per tre giorni ad alcuni soggetti prima di una serie di test fisiologici. Il secondo giorno dello studio, i partecipanti hanno effettuato una seduta di allenamento che ha completamente esaurito le loro riserve di glicogeno. Il terzo giorno hanno completato un test fisico a esaurimento. Risultò che la supplementazione di BCAA permise ai partecipanti di allenarsi più a lungo e più duramente rispetto all'assunzione di un placebo (maltodestrine), indicando che i BCAA sono in grado di promuovere una maggiore resistenza alla fatica. I partecipanti riscontrarono anche una maggiore captazione di glucosio e un miglior scambio respiratorio, indicando una prestazione più efficiente.
Un altro studio rivelò risultati ancora più interessanti quando i BCAA venivano mescolati con la caffeina. Degli atleti di endurance uomini che hanno assunto BCAA ottenendo un aumento del 2% delle prestazioni durante 2 ore di corsa su treadmill rispetto a un gruppo trattato con placebo. Anche l'affaticamento era inferiore, indicando un inferiore percezione dello sforzo durante la prestazione.

### Indolenzimento muscolare (DOMS)
(Carwyn P Sharp, Ph.D.)
Nelle ore e nei giorni successivi all'allenamento si fa strada l'indolenziomento muscolare, meglio conosciuto come Indolenzimento muscolare a insorgenza ritardata (DOMS). Questo dolore è il risultato di infiammazione causata dallo strenuo esercizio fisico eccentrico. Sebbene non sia possibile evitarlo completamente, questo fenomeno può essere ridotto, e i BCAA sembrano essere uno dei metodi per poterlo ridurre.
Uno studio trovò che l'assunzione di BCAA in fasi strategiche durante la giornata riduce il DOMS causato dall'esercizio eccentrico ad alta intensità. Venne rilevato un decremento dell'indolenzimento muscolare del 64% a 72 ore a seguito dell'esercizio con l'assunzione di BCAA comparato al placebo. L'esercizio consisteva in 12 serie da 10 ripetizioni eccentriche al 120% 1-RM. Le ripetizioni sovramassimali sono un metodo che enfatizza particolarmente la formazione del DOMS.
Un altro studio giapponese ha confermato il fatto che i BCAA sia in grado di ridurre l'insorgenza del DOMS, con un esercizio composto da squat per 7 serie da 20 ripetizioni con 3 minuti di riposo. Ai soggetti venne somministrato un placebo oppure 100 mg/kg di BCAA (circa 9 gr per una persona di 90 kg). Il gruppo che aveva assunto BCAA aveva accusato di una riduzione del DOMS a 48 e 72 ore post-esercizio. Evidenze più recenti hanno dimostrato che l'assunzione concomitante di BCAA e l'amminoacido taurina riesca a ridurre la percezione del DOMS e il danno muscolare più dei soli BCAA.

Se i BCAA contrastano il DOMS localizzato, possono spostare il problema e concorrere a una crescita del dolore e affaticamento generale dell'organismo, in quanto uno dei principali fattori è proprio l'iperinsulinemia che causa ipoglicemia reattiva, e catabolismo muscolare (cortisolo). Durante l'esercizio fisico, si riduce la glicemia ma la secrezione di insulina è comunque bloccata, senza un effetto stimolante dei BCAA.

### BCAA arricchiti con leucina
Tra i tre amminoacidi ramificati, la leucina viene considerato il più importante. Proprio per questo motivo, solitamente la proporzione proposta dai comuni integratori è in rapporto 2:1:1, cioè leucina è presente in quantità maggiore del doppio rispetto a isoleucina e valina, o detta in altri termini, il 50% della quantità totale è rappresentato dalla leucina. Tuttavia sono presenti anche formule con proporzioni differenti, come 3:1:1 (60% di leucina) o 4:1:1 (66,6% di leucina). Ad esempio Walker et al. (2011) hanno rilevato che l'assunzione di BCAA arricchiti con leucina (in rapporto 4:1:1) hanno dimostrato di elevare e prolungare la sintesi proteica dopo l'allenamento coi pesi. Alcuni ricercatori sottolineano l'importanza della leucina sostenendo che tra i tre BCAA è il più importante per la sintesi proteica. Benché la leucina di per sé sia in grado di modulare la sintesi proteica, sembra anche che il suo sottoprodotto ossidativo, il KIC, inibisca la disgregazione proteica.
La sola assunzione di leucina comunque ha dimostrato delle proprietà interessanti come, un maggiore aumento della forza muscolare durante un programma coi pesi, un aumento della sintesi proteica post-esercizio (assieme ai carboidrati) in un programma coi pesi, un'attenuazione del catabolismo muscolare, un aumento del dispendio energetico e un miglioramento della tolleranza al glucosio. È stato riconosciuto che il contenuto di leucina nei pasti è un importante regolatore della sintesi proteica muscolare e produce diversi risultati sulla composizione corporea a lungo termine. Ulteriori ricerche hanno comparato l'assunzione di 10 grammi di proteine con il 18% di leucina con una bevanda simile contenente il 35% di leucina, concludendo che la bevanda con la concentrazione più alta leucina risultasse in una maggiore segnalazione della sintesi proteica, traducendosi in un inferiore catabolismo muscolare ad opera del cortisolo. Ulteriori ricerche sulla leucina mostrano che una volta che il requisito minimo di leucina per la sintesi proteica è soddisfatto, questa può essere utilizzata per attivare diverse vie di segnalazione, come l'mTOR.
L'"mTOR" sta per "bersaglio della rapamicina nei mammiferi", ed è uno dei principali regolatori della sintesi proteica, dei sensori energetici, e dei sensori dei nutrienti e della disponibilità di amminoacidi, in particolare della leucina. L'mTOR viene attivato quando i livelli di ATP sono elevati, e bloccato quando i livelli di ATP sono ridotti. L'attivazione del mTOR è di vitale importanza per l'ipertrofia del muscolo scheletrico.
Il ruolo dei BCAA sull'ipertrofia muscolare è oggetto di dibattito in letteratura, proprio perché i BCAA contribuiscono a ridurre i livelli di acido lattico nei muscoli. L'acido lattico nei muscoli è strettamente correlato con la produzione post-allenamento di ormone della crescita e di proteina legante. Gli allenamenti per l'ipertrofia puntano per questo a masismizzare l'acido lattico con lunghe serie a carico massimale con brevi Tempi di recupero#Tempi di recupero per l'ipertrofia muscolare di 60 secondi, invece dei 3 minuti necessari. Di contro, i BCAA decrementano l'acido lattico: meno lattato, meno GH e crescita muscolare.
Può sembrare che la leucina sia libera di esercitare il suo potente effetto di attivazione sul mTOR, ma si deve ricordare che il catabolismo muscolare e la sintesi proteica si verificano in tutto il corpo; le riserve proteiche del corpo sono in un costante stato di ricambio (turnover). Il costante ricambio di proteine del corpo più l'aumentata ossidazione di BCAA/leucina causata dall'esercizio fisico, indica che la leucina è molto richiesta e quindi non può essere in grado di partecipare alla crescita muscolare al massimo del suo pieno potenziale. Per questa serie di vantaggi, alcune importanti personalità nel mondo dei pesi e del culturismo come Charles Poliquin consigliano di scegliere i BCAA con una maggiore proporzione di leucina (4:1:1), in quanto ritenuto il più importante tra i tre componenti dei BCAA. Secondo Poliquin, la leucina dovrebbe essere di primaria importanza nell'assunzione di BCAA perché:
- modula la risposta insulinica;
- regola la sintesi proteica muscolare;
- cede azoto per l'alanina e la glutammina;
- previene la formazione di triptofano, che produce un calo nell'efficienza del sistema nervoso centrale;

Anche se la leucina viene descritto come il più importante tra i tre BCAA, viene suggerito di non scartare isoleucina e valina. Anche se questi ultimi non hanno dimostrato le stesse potenzialità, tali componenti svolgono un ruolo fondamentale come elementi di "costruzione". Infatti, l'ipertrofia indotta dalla leucina scende a zero non appena la presenza degli altri due è scarsa. In altre parole, non importa quanta leucina viene messa a disposizione per i muscoli, poiché la crescita non si verifica se gli altri due BCAA scendono al di sotto di un certo livello.

### Dosaggi e modalità di assunzione
Secondo l'Organizzazione Mondiale della Sanità, per le persone sane la richiesta giornaliera di BCAA per far fronte alla normale perdita nel metabolismo delle proteine e il ricambio (turnover) sono:
- Valina: 10 mg/kg di peso corporeo
- Isoleucina: 10 mg/kg di peso corporeo
- Leucina: 10 mg/kg di peso corporeo

Mentre in situazioni di maggiore stress fisiologico, l'ente sostiene che la richiesta di BCAA possa aumentare fino a 5-10 grammi al giorno.
Il Ministero della Salute italiano include i BCAA fra i prodotti finalizzati all'integrazione di amminoacidi e derivati. La Circolare Ministeriale n° 8 del 7 giugno 1999 riporta che "la quantità di assunzione giornaliera non deve essere, di norma, superiore a 5 grammi (come somma dei tre ramificati). È preferibile il rapporto 2:1:1 rispettivamente di leucina, isoleucina e valina, ed è consigliabile l'associazione con vitamine B1 e B6, il cui rapporto deve essere tale da fornire, per dose consigliata, una quantità delle medesime non inferiore al 30% del RDA". Inoltre, deve essere riportato in etichetta che in caso di uso prolungato oltre le 6-8 settimane è necessario il parere del medico e che il prodotto è controindicato nei casi di patologie renali, in gravidanza, e al disotto dei 12 anni.
Le evidenze scientifiche mettono in luce che la supplementazione di BCAA riesce ad enfatizzare la sintesi proteica fino a 24 ore dopo un allenamento coi pesi alla massima fatica. L'allenamento coi pesi (resistance training) stimola la sintesi proteica, che sia eseguito con carichi al 30% o al 90% di 1-RM per un periodo che può estendersi da 24 fino anche a 48 ore dopo l'allenamento. L'assunzione di BCAA può essere suggerita in quanto, durante la fase di recupero dall'esercizio fisico, si intensifica l'utilizzo di amminoacidi per la sintesi proteica. Questo coincide con un persistente alto tasso di catabolismo muscolare, ad un aumentato tasso del turnover proteico.